# Dennis Ververgaert
Dennis Ververgaert (né le 30 mars 1953 à Grimsby en Ontario) est un joueur de hockey sur glace professionnel qui joua 583 matches dans la Ligue nationale de hockey pour les Canucks de Vancouver, les Flyers de Philadelphie et les Capitals de Washington.
Il fut repêché des Knights de London 3e au total par les Canucks au repêchage amateur de la LNH 1973 et par les Golden Blades de New York en 6e ronde (67e au total) du repêchage amateur de l'AMH 1973.

## Statistiques
| Saison     | Équipe                 | Ligue      |     | Saison régulière | Saison régulière | Saison régulière | Saison régulière | Saison régulière |    | Séries éliminatoires | Séries éliminatoires | Séries éliminatoires | Séries éliminatoires | Séries éliminatoires |
| Saison     | Équipe                 | Ligue      | PJ  | B                | A                | Pts              | Pun              | PJ               | B  | A                    | Pts                  | Pun                  |                      |                      |
| 1970-1971  | Knights de London      | AHO        | 62  | 39               | 48               | 87               | 98               |                  |    |                      |                      |                      |                      |                      |
| 1971-1972  | Knights de London      | AHO        | 62  | 44               | 73               | 117              | 65               |                  |    |                      |                      |                      |                      |                      |
| 1972-1973  | Knights de London      | AHO        | 63  | 58               | 89               | 147              | 86               |                  |    |                      |                      |                      |                      |                      |
| 1973-1974  | Canucks de Vancouver   | LNH        | 78  | 26               | 31               | 57               | 25               | --               | -- | --                   | --                   | --                   |                      |                      |
| 1974-1975  | Canucks de Vancouver   | LNH        | 57  | 19               | 32               | 51               | 25               | 1                | 0  | 0                    | 0                    | 0                    |                      |                      |
| 1975-1976  | Canucks de Vancouver   | LNH        | 80  | 37               | 34               | 71               | 53               | 2                | 1  | 0                    | 1                    | 4                    |                      |                      |
| 1976-1977  | Canucks de Vancouver   | LNH        | 79  | 27               | 18               | 45               | 38               | --               | -- | --                   | --                   | --                   |                      |                      |
| 1977-1978  | Canucks de Vancouver   | LNH        | 80  | 21               | 33               | 54               | 23               | --               | -- | --                   | --                   | --                   |                      |                      |
| 1978-1979  | Canucks de Vancouver   | LNH        | 35  | 9                | 17               | 26               | 13               | --               | -- | --                   | --                   | --                   |                      |                      |
| 1978-1979  | Flyers de Philadelphie | LNH        | 37  | 9                | 7                | 16               | 6                | 3                | 0  | 2                    | 2                    | 2                    |                      |                      |
| 1979-1980  | Flyers de Philadelphie | LNH        | 58  | 14               | 17               | 31               | 24               | 2                | 0  | 0                    | 0                    | 0                    |                      |                      |
| 1980-1981  | Capitals de Washington | LNH        | 79  | 14               | 27               | 41               | 40               | --               | -- | --                   | --                   | --                   |                      |                      |
| Totaux LNH | Totaux LNH             | Totaux LNH | 583 | 176              | 216              | 392              | 247              | 8                | 1  | 2                    | 3                    | 6                    |                      |                      |